# Elena Pulcini
Elena Pulcini (* 10. März 1950 in L’Aquila; † 9. April 2021 in Florenz) war eine italienische Sozialphilosophin.

## Leben
Pulcini war Professorin für Sozialphilosophie an der Universität Florenz. Sie hat an der Université de la Sorbonne Nouvelle – Paris III studiert.
Ihr wissenschaftliches Interesse galt dem Thema Geschlechterforschung, das sie – unter besonderer Berücksichtigung der weiblichen Subjektivität – in eine Theorie der Moderne und des modernen Individualismus einbettete. In ihren wissenschaftlichen Studien beschäftigte sie sich mit der Transformation von Identität und sozialen Bindungen in der Zeit der Globalisierung.
Elena Pulcini hat Werke von Rousseau und Bataille in italienischer Sprache publiziert. Sie war Mitherausgeberin der Zeitschrift «Iride» (Il Mulino) und «La società degli individui» (Angeli), Mitglied des Organisationskomitees der Italienischen Gesellschaft für Politische Philosophie (SIFP) sowie Mitglied des europäischen Projekts Athena (European Thematic Network Project for Women’s Studies).
Erst seit November 2020 im Ruhestand, starb sie im Alter von 71 Jahren im April 2021 an einer COVID-19-Erkrankung.